# Monte Faito

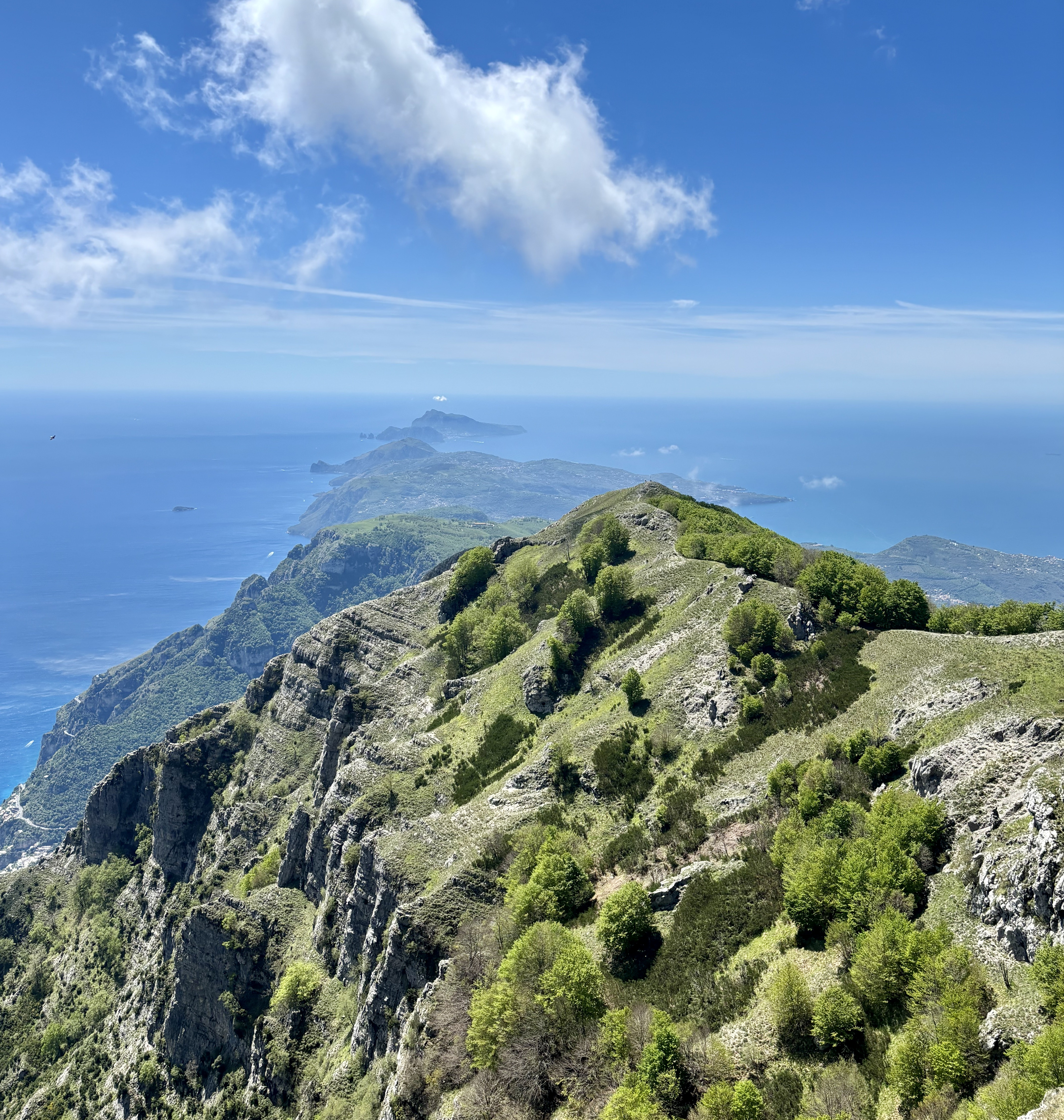
Ausblick vom Monte Faito auf Monti Lattari/Kampanien

Der Monte Faito ist ein 1131 Meter hoher Berg der italienischen Gebirgskette Monti Lattari in der Region Kampanien.

## Beschreibung
Monte Faito befindet sich etwa 28 Kilometer südöstlich von Neapel am Beginn der Halbinsel von Sorrent. Der Name leitet sich aus einem lokalen Dialekt ab und bezieht sich auf die Buchenwälder in den Hochlagen des Berges. Als Berg des südlichen Apennins entstand der Monte Faito während der noch heute andauernden alpidischen Gebirgsbildung. Das anstehende Gestein ist Kalk, welcher typisch für den Südlichen Sub-Apennin ist. Diverse Wanderwege führen von Castellammare di Stabia und Vico Equense den Berg empor.
An die Erscheinung des Erzengels Michael erinnert eine Kapelle auf dem Berg, das Santuario San Michele Arcangelo.

## Luftseilbahn

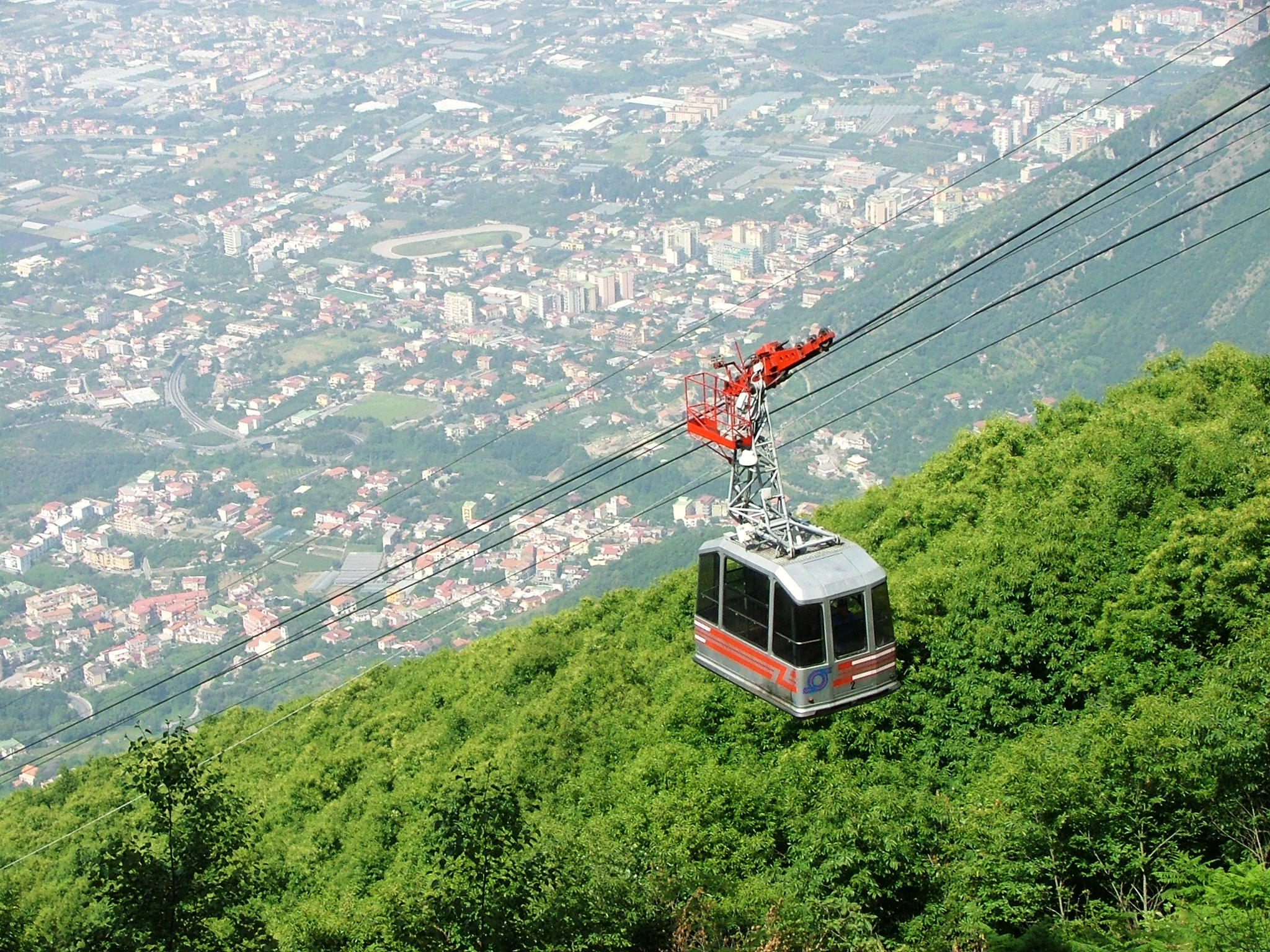
Die Monte-Faito-Seilbahn, 2007

Seit 1952 kann der Gipfel des Monte Faito im Sommer von Castellammare di Stabia mit einer Luftseilbahn erreicht werden. Nach einer Schließung im Jahr 2012 für umfangreiche Wartungs- und Modernisierungsarbeiten nahm sie im Mai 2016 wieder den Betrieb auf. Die Fahrt dauert knapp zehn Minuten. Die zwei Kabinen der Pendelbahn fassen je etwa 35 Personen.
1960 kamen beim Absturz einer Gondel vier Menschen ums Leben, mehr als 30 wurden verletzt. Die Bahn öffnete nach diesem Unglück erst 1962 wieder.
Am 17. April 2025 gegen 15 Uhr stürzte eine Kabine der Bahn ab, nachdem das Zugseil gerissen war. Vier der fünf Insassen starben, darunter ein Angestellter der Betreibergesellschaft, zwei Fahrgäste aus Großbritannien und eine arabische Israelin. Ein weiterer arabischer Israeli wurde schwer verletzt. Die bergwärts fahrende Gondel hatte sich kurz vor der Bergstation befunden und bewegte sich – wahrscheinlich nach dem Riss des Zugseils oder einer anderen Fehlfunktion desselben  – zunächst mit hoher Geschwindigkeit auf dem Tragseil weiter, bis sie schließlich an einer Seilbahnstütze zu Boden stürzte. Bei der zweiten Kabine funktionierte die Notbremse, welche die Kabine auf dem Tragseil unabhängig vom Zugseil abbremst. Über zwölf Personen in der Gondel wurden von Rettern abgeseilt. Wegen dichten Nebels wurde die abgestürzte Kabine erst am Abend gefunden.

## Sendeanlage
Der Standort wird für einen Grundnetzsender der Rai verwendet. Er verbreitet seine Programme sowohl über UKW, DAB als auch über DVB-T.
| Kanal (MHz) | Logo | Programm    | RDS (PI) | Region   | ERP (kW) | Pol |
| ----------- | ---- | ----------- | -------- | -------- | -------- | --- |
| 94,10       |      | Rai Radio 1 | 5201     | Campania | 200      | H   |
| 96,10       |      | Rai Radio 2 | 5202     | –        | 200      | H   |
| 98,10       |      | Rai Radio 3 | 5203     | –        | 200      | H   |